# Be a Brother
| Recensione                        | Giudizio   |
| --------------------------------- | ---------- |
| AllMusic                          | [ 1 ]      |
| Robert Christgau                  | A-         |
| The New Rolling Stone Album Guide | [ 3 ]      |
| Sputnikmusic                      | 3.2 (Good) |
| Dizionario del Pop-Rock           | [ 5 ]      |

Be a Brother è il terzo album in studio del gruppo rock statunitense Big Brother and the Holding Company, pubblicato nel dicembre del 1970. Fu il primo disco dopo la morte della cantante Janis Joplin.

## Tracce
Lato A
1. Keep On – 4:17 (Sam Andrew, Peter Albin, Dave Getz, James Gurley, David Schallock)
2. Joseph's Coat – 3:07 (Nick Gravenites)
3. Home on the Strange – 2:11 (Arrangiamento e adattamento di Peter Albin, Sam Andrew)
4. Someday – 2:14 (Sam Andrew)
5. Heartache People – 6:32 (Nick Gravenites)

Lato B
1. Sunshine Baby – 3:29 (Sam Andrew, Peter Albin, Dave Getz, James Gurley, David Schallock)
2. Mr. Natural – 3:28 (Sam Andrew)
3. Funkie Jim – 3:42 (Sam Andrew, Peter Albin, Dave Getz, James Gurley)
4. I'll Change Your Flat Tire, Merle – 3:10 (Nick Gravenites)
5. Be a Brother – 2:59 (Nick Gravenites)

## Formazione
- Sam Andrew - chitarra
- Sam Andrew - voce solista (brani: Keep On, Someday, Sunshine Baby e Mr. Natural)
- Nick Gravenites - voce solista (brani: Joseph's Coat, Heartache People, Funkie Jim, I'll Change Your Flat Tire, Merle e Be a Brother)
- James Gurley - basso, chitarra
- Peter Albin - chitarra
- David Schallock - chitarra, voce
- David Getz - batteria, pianoforte

Note aggiuntive
- Nick Gravenites - produttore
- Registrazioni effettuate al: Golden State (San Francisco); CBS Studio (Los Angeles); Wally Heider (San Francisco); Pacific Recording (San Mateo)
- Sy Mitchell, David Brown e Jerry Hochman - ingegneri delle registrazioni
- Ringraziamento speciale: Golin, Wayne, Richard
- Amici: Kathy McDonald, Mark Naftalin, Michael Finnagan, Ira Kamin, Richard Green, Janis Joplin, Tower of Power
- Bob Seidemann - design album, fotografia[8]